# Ždánice (Vysočina)
Ždánice (in tedesco Schdanitz) è un comune ceco situato nel distretto di Žďár nad Sázavou, nella regione di Vysočina.